# Vilstrup Kirke
Vilstrup Kirke er en kirke, der ligger imellem byen Sønder Vilstrup og landsbyen Nørre Vilstrup, og er ca. 6 km syd for Haderslev.